# الشاقة (المحويت)

تعديل مصدري - تعديل

الشاقة هي إحدى قرى عزلة جبل الطرف بمديرية المحويت التابعة لمحافظة المحويت، بلغ تعداد سكانها 358 نسمة حسب تعداد اليمن لعام 2004.